# Elisabethstraße (Wien)
Die Elisabethstraße befindet sich im 1. Wiener Gemeindebezirk, der Inneren Stadt. Sie wurde 1862 nach Kaiserin Elisabeth benannt, der Frau des damaligen Kaisers Franz Joseph I.

## Geschichte
Die Gegend der heutigen Elisabethstraße bildete im Mittelalter die Grenze zwischen der Vorstadt vor dem Kärntner Tor und der Vorstadt vor dem Widmertor. Im Zuge der Errichtung der Wiener Stadtmauer wurde das Gebiet in das Glacis, eine unverbaute Fläche vor der Stadtmauer, einbezogen.
Nachdem die Stadtbefestigung nicht mehr zeitgemäß war, entschied Franz Joseph I. 1857, sie abreißen zu lassen und an ihrer Stelle die Wiener Ringstraße mit Monumentalbauten und sie umgebenden Straßenzügen anzulegen. So wurde 1861 auch die Elisabethstraße eröffnet und nach der Gattin des Kaisers, Elisabeth, benannt (Nach dem Kaiser selbst wurde der an der anderen Seite der Altstadt gelegene Franz-Josefs-Kai benannt).

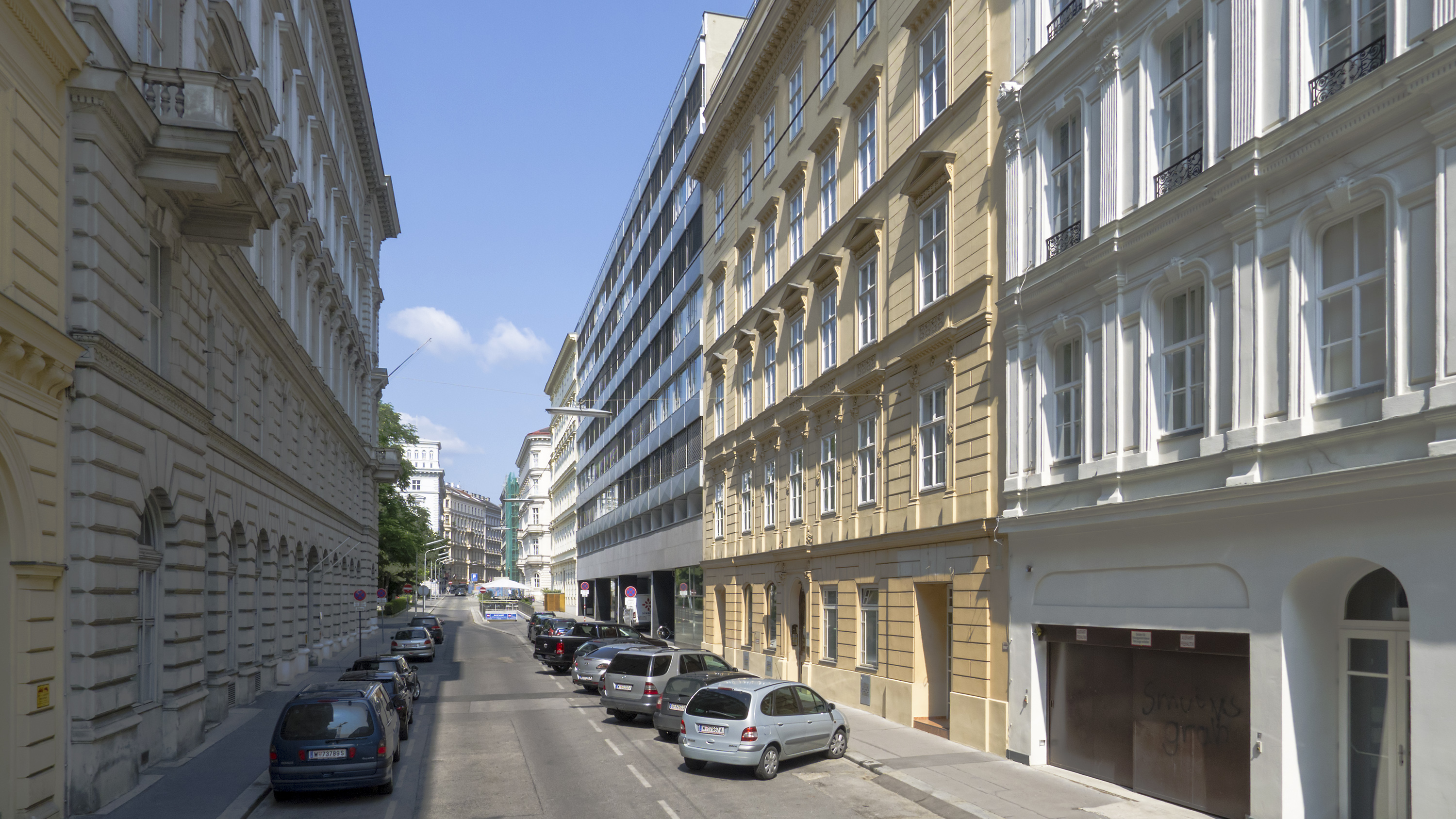
Elisabethstraße im mittleren Bereich gegen Westen gesehen

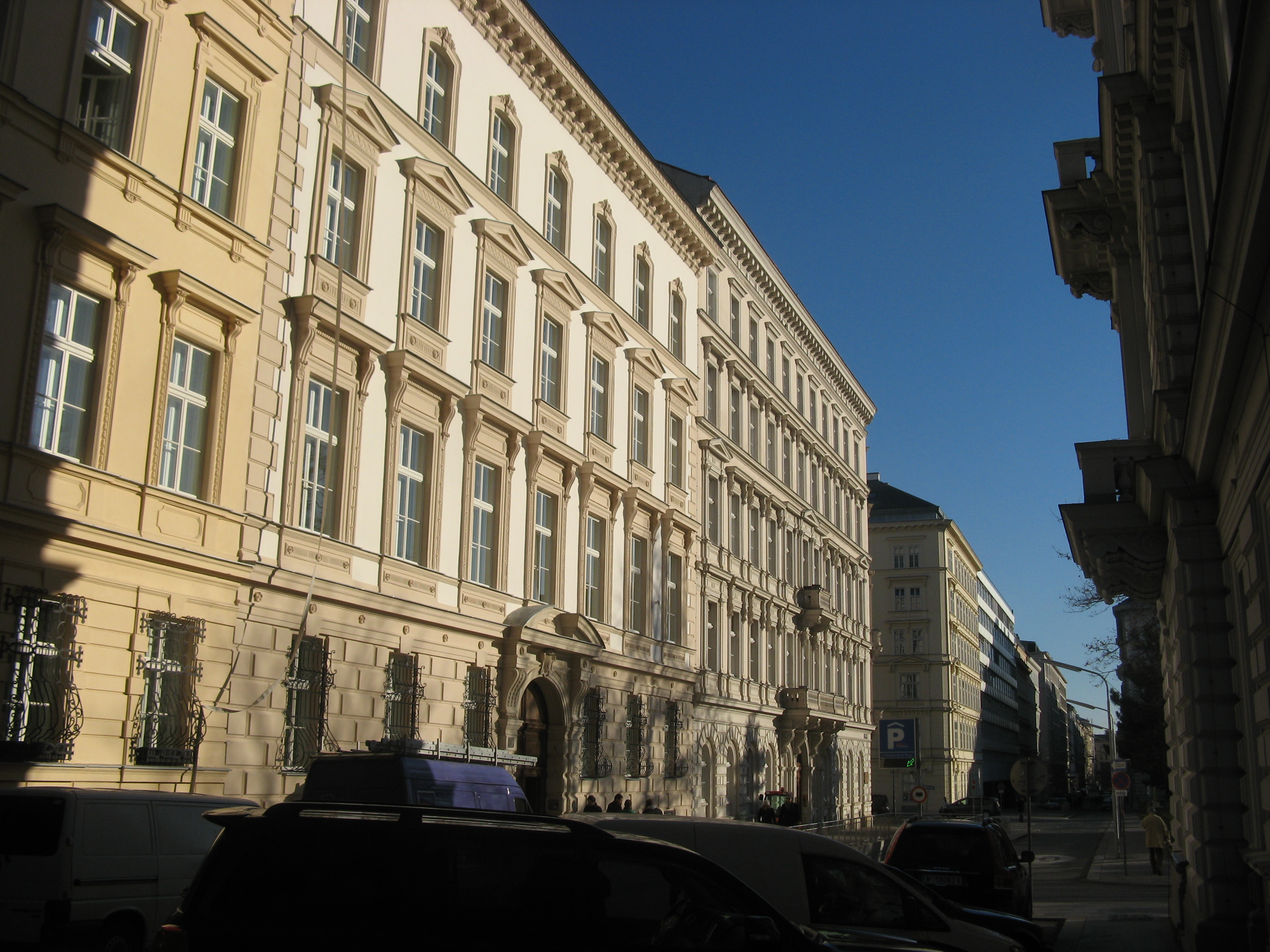
Elisabethstraße bei Nr. 18 bzw. beim Schillerplatz gegen Osten

## Lage und Charakteristik
Die Elisabethstraße verläuft stadtaußenseitig parallel zum Opernring. Wie dieser beginnt sie bei der Kärntner Straße, endet aber einen Häuserblock weiter als der Opernring bei der Babenbergerstraße. Die Elisabethstraße wird als Einbahnstraße geführt; die zugelassene Fahrtrichtung ändert sich mehrmals, um Durchzugsverkehr zu verhindern. Die Straße ist daher ruhig, mit wenig Autoverkehr, aber auch wenigen Fußgängern.

## Verkehrsmittel
Öffentliche Verkehrsmittel verkehren keine in der Elisabethstraße, die Umgebung ist diesbezüglich aber gut erschlossen. Bis etwa 1988 befand sich auf dem kurzen Stück zwischen Babenbergerstraße und Eschenbachgasse ein Teil der Schleife der Straßenbahnlinien 52 und 58, bis 1966 auch der Linie 57. Der 57er wurde dann durch die bis heute verkehrende Autobuslinie 57A ersetzt, die Linien 52 und 58 wurden bis 1993 mit der stadtzentrumsseitigen Endstation beim Dr.-Karl-Renner-Ring betrieben, seit dem Ausbau der U-Bahn-Linie U3 nur bis / ab Westbahnhof.

## Grünflächen
Grünflächen befinden sich im Mittelteil der Elisabethstraße auf den angrenzenden Plätzen Schillerplatz (südlich bis zur Akademie der bildenden Künste Wien) und Robert-Stolz-Platz (nördlich bis zum Burgring). Die Elisabethstraße wird dadurch, auch was die Hausnummern betrifft, nicht unterbrochen. Der Robert-Stolz-Platz war bis 1978 Teil der seither nur innerhalb der Ringstraße verlaufenden Goethegasse.

## Bauwerke
Die Verbauung der Elisabethstraße besteht großteils aus einem geschlossenen historistischen Ensemble repräsentativer Palais der Jahre 1860 bis 1872. Dieses wird lediglich durch zwei Neubauten der Nachkriegsjahre unterbrochen. In der Straße befinden sich mehrere Restaurants und Gastronomiebetriebe.

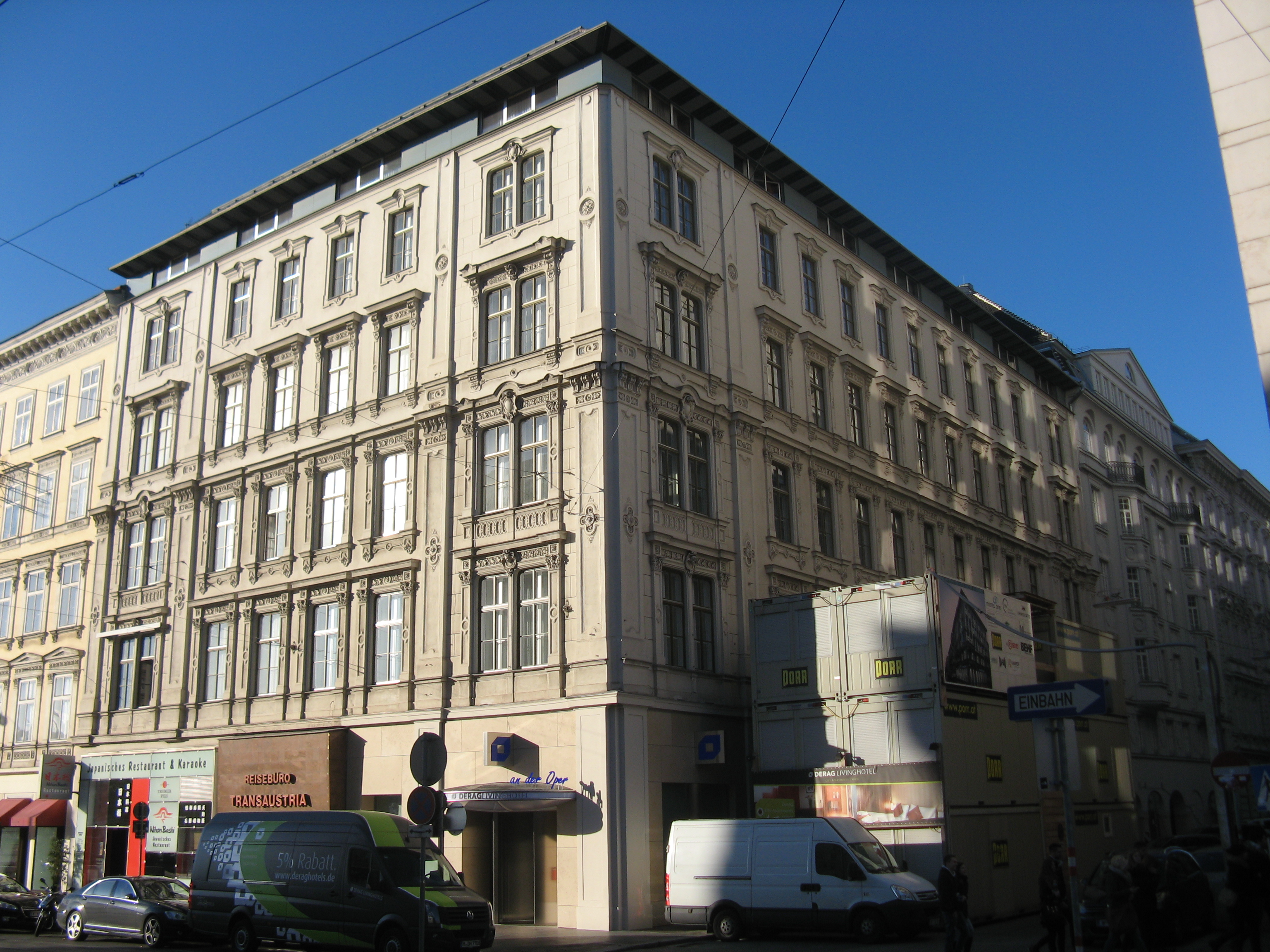
Elisabethstraße 1 (1860)

### Nr. 1: Eckhaus
Das Gebäude an der Ecke Kärntner Straße und Elisabethstraße ist eines der ältesten der Ringstraßenzone. Es wurde 1860 von Wilhelm Westmann errichtet, fünf Jahre, bevor die Wiener Ringstraße offiziell eröffnet wurde. Das bemerkenswerte frühhistoristische, in der Sockel- und Dachzone aber veränderte Haus wird durch einen Eckrisalit mit kolossaler Lisenengliederung mit Kapitellen und Akroteren akzentuiert. Die additiv gereihten Fenster besitzen Verdachungen mit Büstenmedaillons, Kartuschen und Masken. Die Einfahrt ist lisenengegliedert und zeigt ein Kreuzrippengewölbe. Im Innenhof befinden sich Pawlatschen.

### Nr. 2, 4, 6: Opernringhof
Der ganze Häuserblock zwischen Opernring, Operngasse, Elisabethstraße und Kärntner Straße wurde ursprünglich vom Heinrichshof eingenommen, einem bedeutenden Zinshaus, das 1861 bis 1864 von Theophil von Hansen für den Ziegelindustriellen Heinrich von Drasche-Wartinberg errichtet wurde. Dieses „schönste Zinshaus Wiens“ mit Fresken von Carl Rahl wurde am 12. März 1945 bei einem amerikanischen Bombenangriff, bei dem auch weitere verheerende Zerstörungen in der Umgebung verursacht wurden, schwer beschädigt und durch Brandstiftung weiter zerstört. Teile, wie der Bereich Ecke Kärntner Straße / Elisabethstraße, blieben aber erhalten. Nach jahrelangen Diskussionen, ob die Ruine beseitigt und durch einen Neubau ersetzt werden oder das Gebäude wiederaufgebaut werden solle, fiel 1954 die gegen den Denkmalschutz und für die lukrative Nutzung gefällte Entscheidung für einen Neubau.
Der Opernringhof genannte Neubau wurde in den Jahren 1954 bis 1956 von den Architekten Carl Appel, Georg Lippert und Alfred Obiditsch errichtet. Er liegt an der Hauptadresse Opernring 1–5.

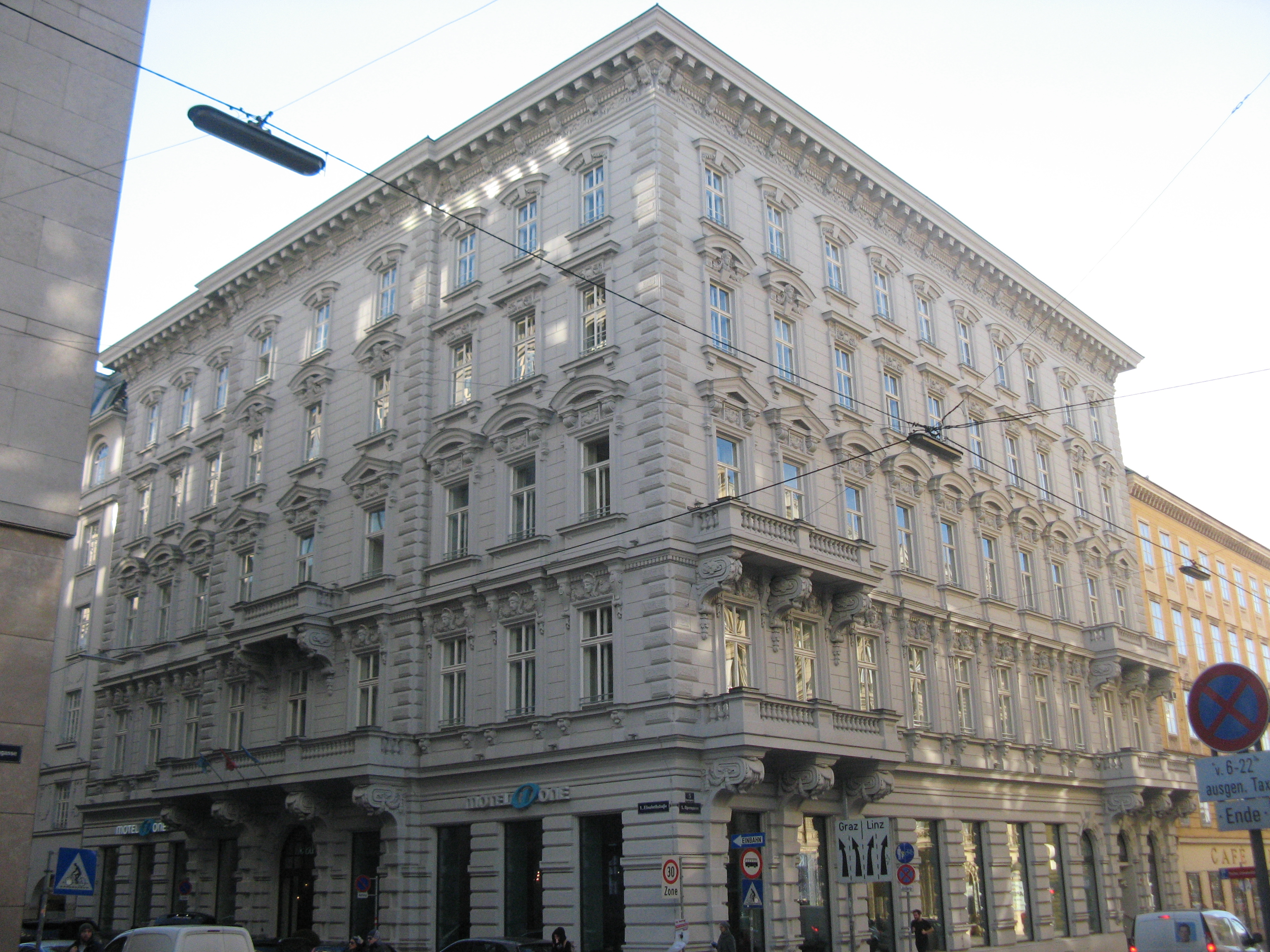
Palais Wehli (1869–1870)

### Nr. 3: Secessionistisches Haus
Das 1912 von Hans Prutscher errichtete secessionistische Gebäude zwischen Friedrichstraße und Elisabethstraße besteht aus zwei Trakten mit Innenhöfen. Die durch polygonale Erker gegliederte Fassade zeigt nur mehr an der Rückfront zur Elisabethstraße den originalen Attikagiebel, der an der Friedrichstraße durch einen Dachausbau verlorenging.
Das Gebäude liegt an der Hauptadresse Friedrichstraße 4.

### Nr. 5: Palais Wehli
Das ehemalige Palais Wehli an der Ecke Elisabethstraße und Operngasse wurde 1869 / 1870 von Ludwig Zettl im Auftrag von Freiherr August von Wehli (Prag 1810–1892 Wien) in Formen der Wiener Neurenaissance erbaut. Wehli war hoher Beamter und Mitglied der Donauregulierungskommission. Das Gebäude besitzt einen ortsteingequaderten Mittelrisalit mit einem Balkonportal. Die Fenster sind durch Giebel mit Masken und Festons verdacht. Bemerkenswert ist das Vestibül mit Säulen, Arkaden, Zwickelfiguren und reicher Stuckkassettendecke.

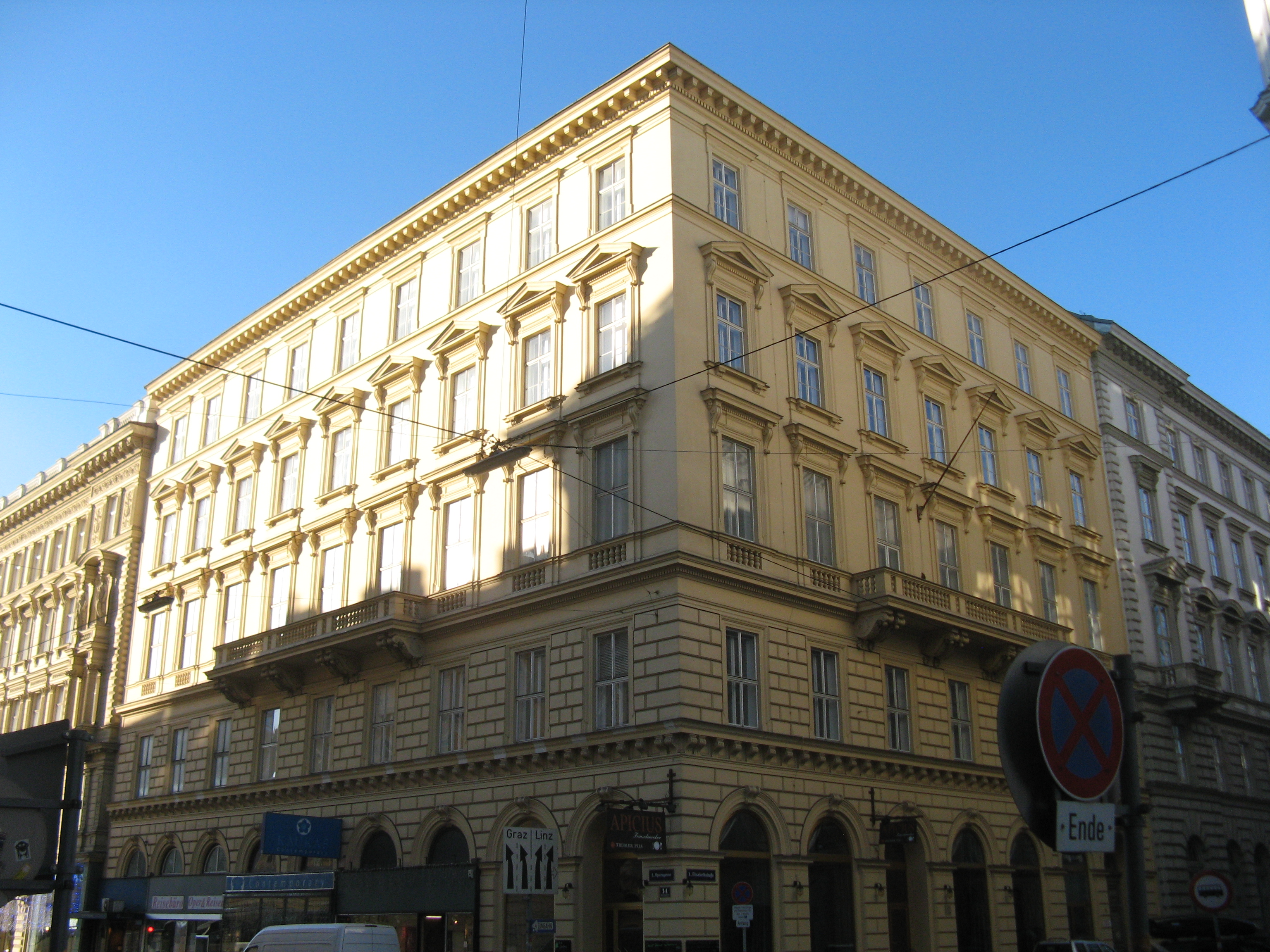
Elisabethstraße 7 (1871–1872)

### Nr. 7: Wohnhaus Adalbert Zinner
Das Wohnhaus für den Bankier Adalbert Zinner (1824–1889), Ecke Operngasse und Elisabethstraße, wurde 1871 / 1872 von Johann Romano und August Schwendenwein im Stil der Wiener Neorenaissance errichtet. Die Fassade besitzt eine zweigeschoßige Sockelzone mit Arkadenfenstern. Darüber befinden sich an jeder Seite Balkone und additiv gereihte Giebelfenster.

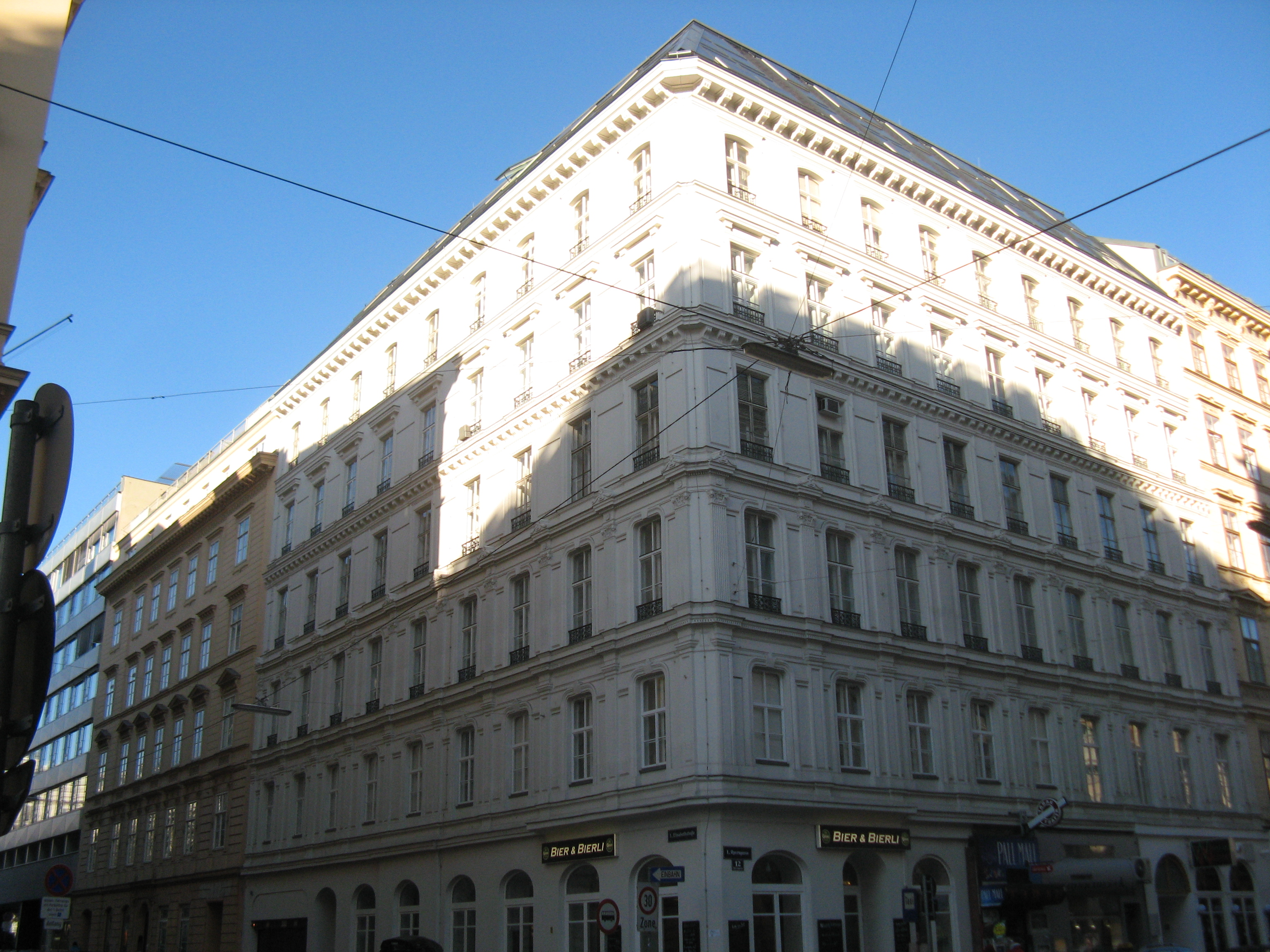
Elisabethstraße 8 (1861–1862)

### Nr. 8: Wohnhaus Graf Traun
Das gegenüberliegende Wohnhaus für Graf Traun, Ecke Operngasse und Elisabethstraße, wurde bereits zehn Jahre früher, 1861 / 1862, von den gleichen Architekten Johann Romano und August Schwendenwein im frühhistoristischen Stil erbaut. Nach Kriegszerstörungen wurde es 1955 / 1956 wiederaufgebaut. Die Fassade besticht durch ihre klare additive Fenster- und Pilastergliederung. Im Erdgeschoß befinden sich Arkadenfenster, in den Obergeschoßen an den Ecken abgerundete Fenster.
Bis 2009 befand sich hier das traditionsreiche Restaurant Smutny mit seiner von 1906 stammenden Ausstattung im Jugendstil. In ihm verkehrten zahlreiche Künstler und Politiker.

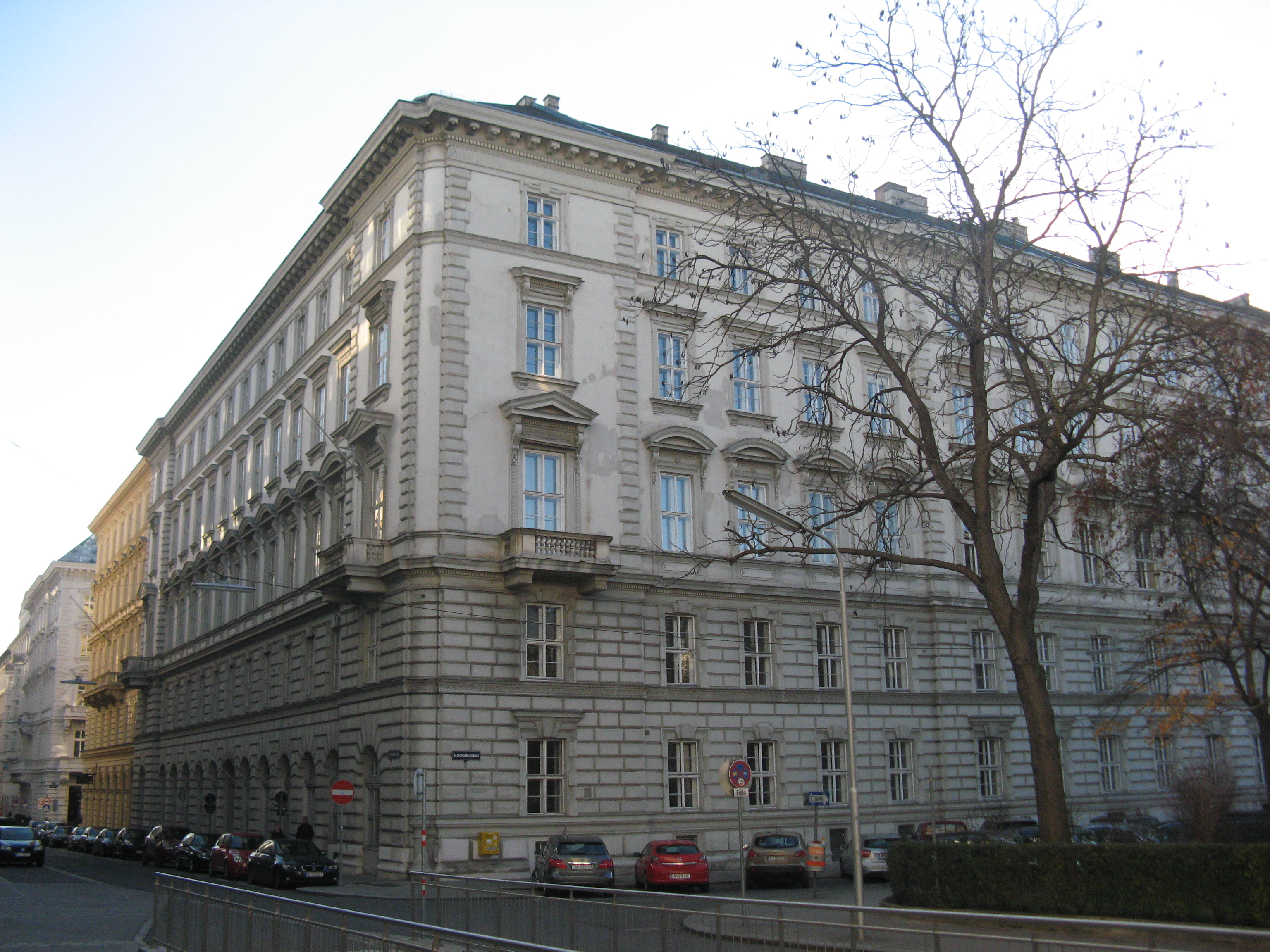
Schillerhof (1870–1871)

### Nr. 9: Schillerhof
Das dreiseitig freistehende Miethaus zwischen Nibelungengasse, Schillerplatz und Elisabethstraße wurde 1870 bis 1871 von Johann Romano und August Schwendenwein in Formen der Wiener Neorenaissance errichtet. Seine amtliche Adresse ist Schillerplatz 4, obwohl sich dort kein Eingang befindet. Es besitzt eine hohe, rustizierte Sockelzone. Ortsteingequaderte Mittel- und Eckrisalite gliedern die breit gelagerte Fassade mit ihren additiv gereihten Giebelfenstern. Einfahrten und Vestibül sind mit Pilastern und Stichkappenspiegelgewölbe ausgestattet. In der Beletage sind zwei Stuckdecken erhalten.
Im Gebäude befanden sich von 1896 bis 1918 das k.k. Eisenbahnministerium und mit dem Eingang Nibelungengasse 4 von 1869 bis 1918 das Reichsgericht, Vorläufer des Verfassungsgerichtshofes der Republik, der hier von 1919 an amtierte, und des Bundesgerichtshofes als Nachfolger ab 1934 in der Diktaturzeit. Vor 1933 war das Sekretariat der Wiener NSDAP hier untergebracht. Der Schillerhof war in der Zweiten Republik Sitz der Zentrale der Österreichischen Bundesbahnen. Heute befinden sich ein Teil der ÖBB-Infrastruktur AG und die ÖBB-IKT GmbH am Standort.

### Nr. 10: Miethaus Carl Schmied
Das Gebäude wurde 1862 von Carl Roesner in Formen der Wiener Neorenaissance errichtet. Die Sockelzone ist gebändert, ebenso wie die flachen Seitenrisalite. Die Fassade besitzt additiv gereihte Giebelfenster mit kleinteiligen Ornamenten. Das Foyer ist pilastergegliedert.

### Nr. 11: Ehemaliges Britannia-Hotel
Das ehemalige Britannia-Hotel zwischen Nibelungengasse, Schillerplatz und Elisabethstraße wurde 1871 bis 1873 von Heinrich Claus im historistischen Stil errichtet. Der Monumentalbau entspricht dem Typus des Heinrichshofes, allerdings ohne Mittelrisalit. Das Gebäude liegt an der Hauptadresse Schillerplatz 4. Es steht unter Denkmalschutz.

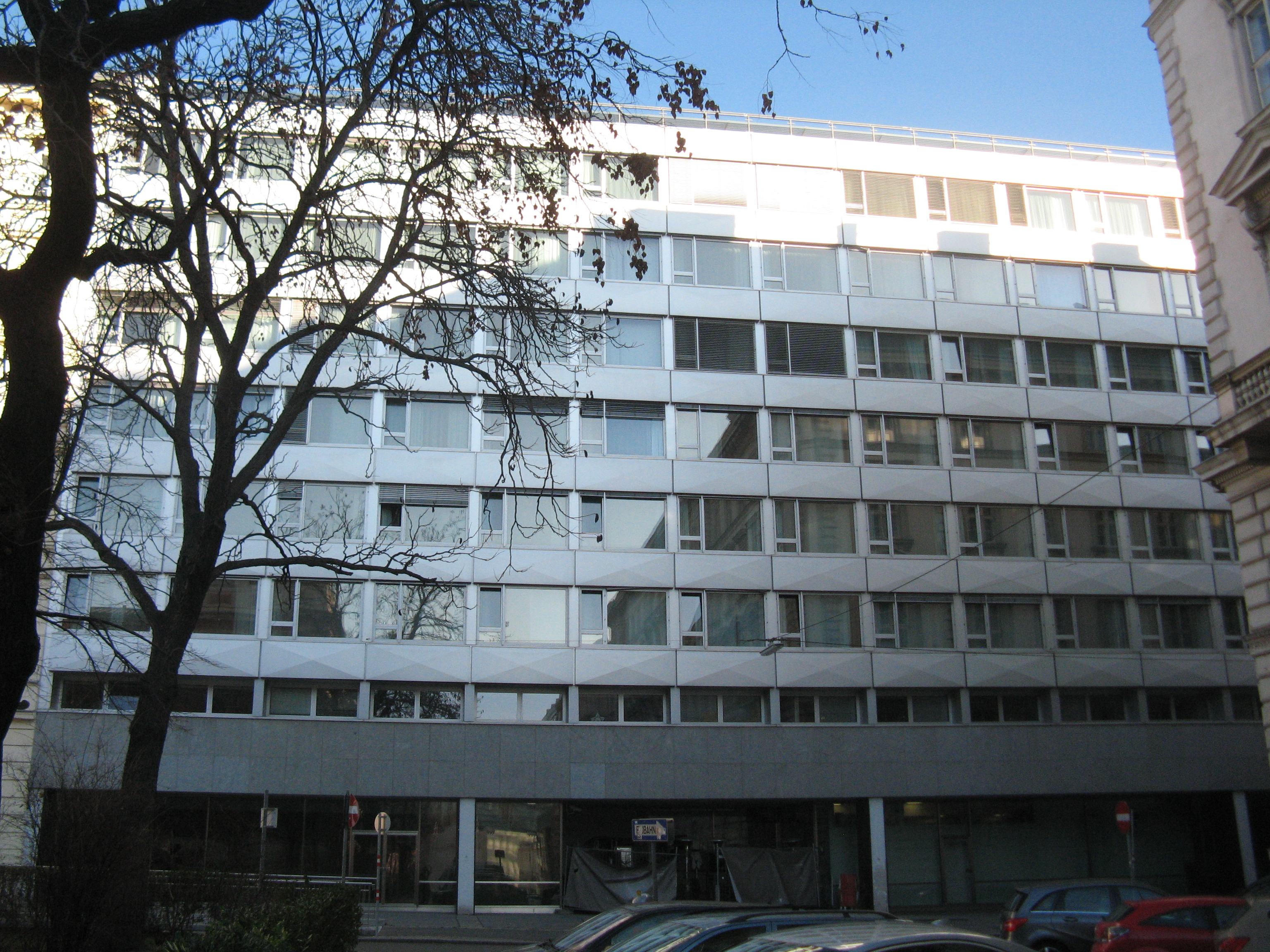
Böhlerhaus (1956–1958)

### Nr. 12: Böhlerhaus
Das Geschäftshaus der Gebrüder Böhler stammte ursprünglich aus dem Jahr 1861 und wurde von Josef Hlávka erbaut. Nach der Zerstörung im Zweiten Weltkrieg entstand der nunmehrige Neubau 1956 bis 1958 nach Plänen von Roland Rainer. Die Fassade über der transparenten Eingangshalle besteht aus horizontalen Glas- und Metallblechbändern. Die ehemalige Direktion befand sich im zurückgesetzten Dachgeschoß mit Dachgarten und Glasbrüstung. Nach Umbauten ab 2001 wurde es mit den Nachbarhäusern zum Hotel Le Méridien vereint. Das Gebäude steht unter Denkmalschutz.

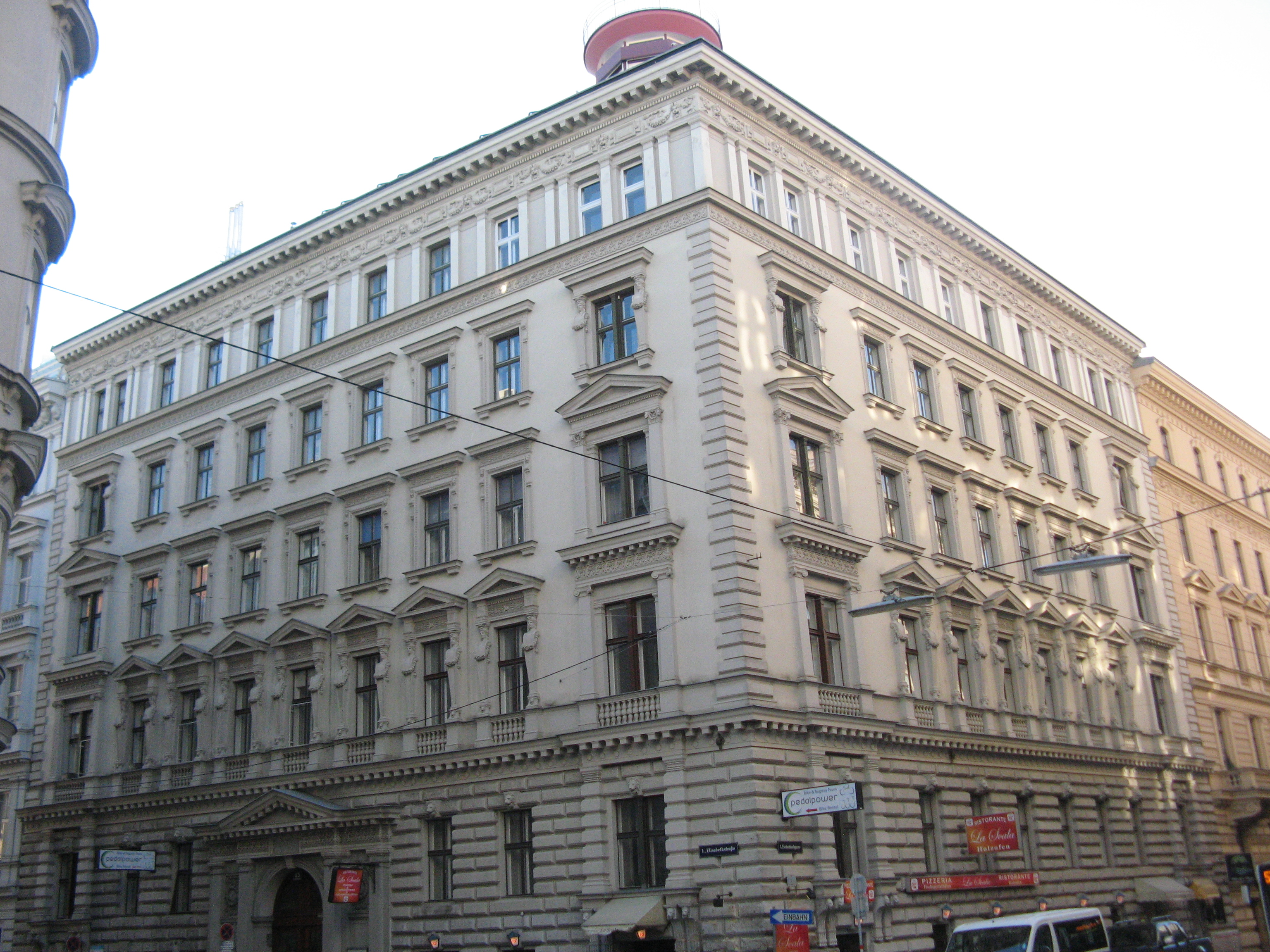
Elisabethstraße 13 (1870–1871)

### Nr. 13: Miethaus Matthias Prohaska
Das Haus Ecke Elisabethstraße und Eschenbachgasse wurde 1870 bis 1871 von Josef Hudetz im historistischen Stil erbaut. Die rustizierte Sockelzone besitzt ein Pilasterportal mit verkröpftem Konsolengebälk und einem Dreiecksgiebel. Die Fassade mit ihren verbreiterten Eckachsen wird durch die additiv gereihten Ädikulafenster gegliedert, die durch Pilaster mit Karyatidhermen gerahmt werden. Die Einfahrt zeigt eine dichte Pilastergliederung und ein kassettiertes Tonnengewölbe.

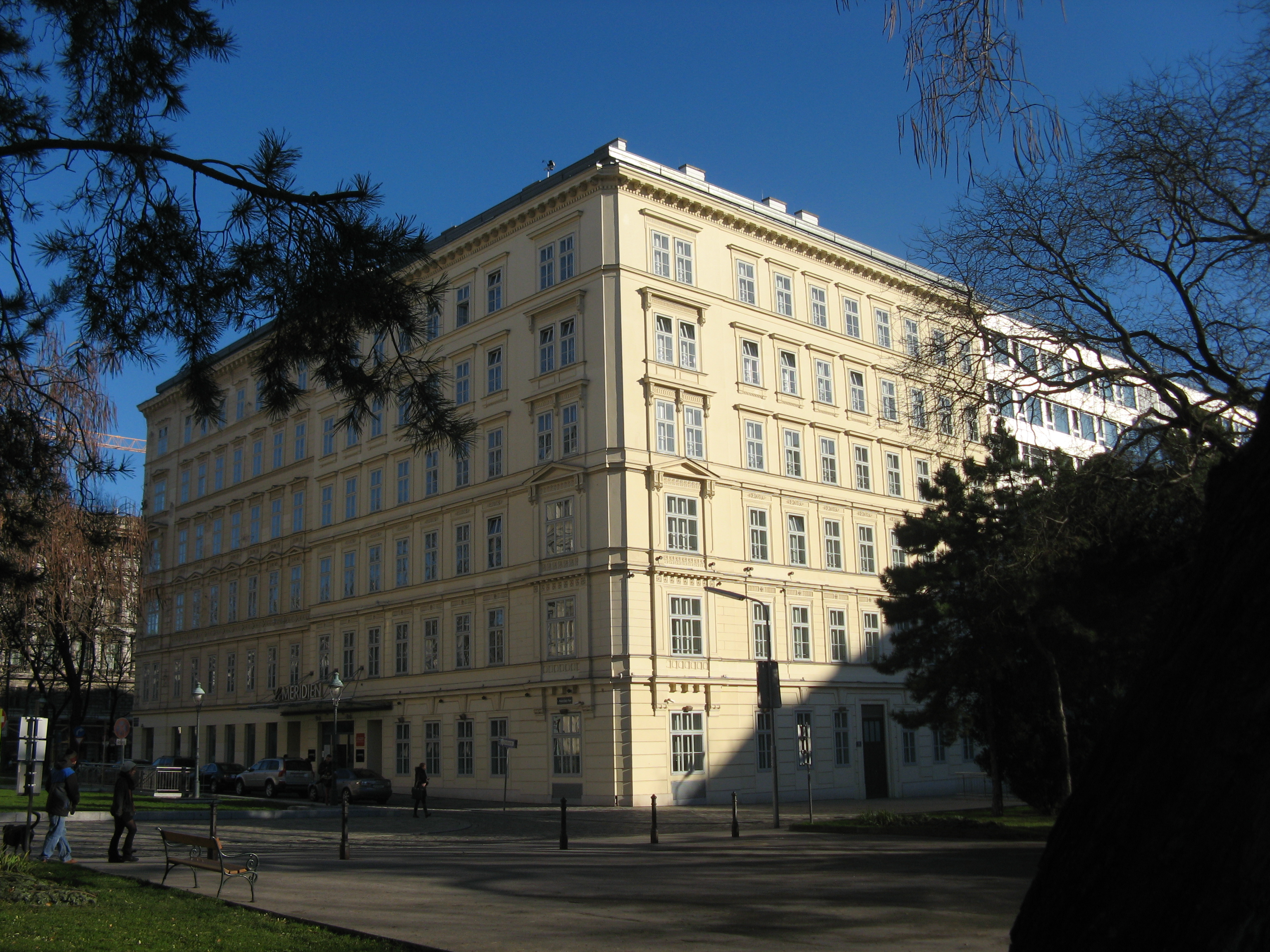
Elisabethstraße 14 (1861)

### Nr. 14: Miethaus Bötsch
Das Haus Ecke Elisabethstraße und Robert-Stolz-Platz 2 (bis 1978 Goethegasse 7) errichtete Johann Friedl 1861 im frühhistoristischen Stil. Es hat eine hohe rustizierte Sockelzone und verbreiterte Eckachsen mit lisenengegliederten und übergiebelten Fenstern. Die Fassade besteht aus additiv gereihten Fenstern mit kleinteiligem Dekor. Gemeinsam mit den es umgebenden Häusern wurde das Gebäude ab 2001 zum Hotel Le Méridien vereinigt.

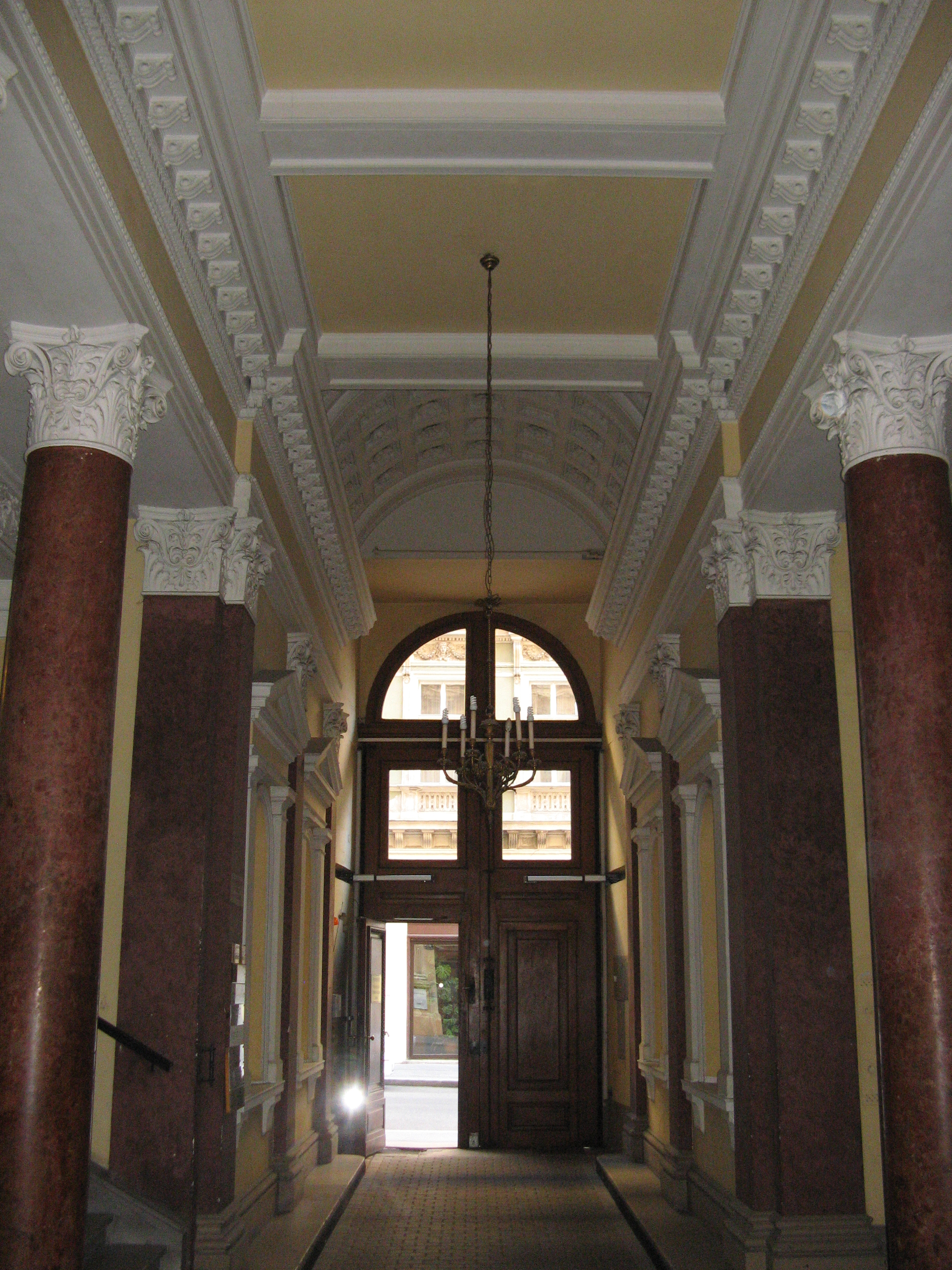
Elisabethstraße 15 (1872)

### Nr. 15: Eckhaus
Das Haus Ecke Elisabethstraße und Eschenbachgasse wurde 1872 von Wilhelm Stiassny in Formen der Wiener Neorenaissance erbaut. Am Eckrisalit befindet sich ein viergeschoßiger, säulenbesetzter Runderker. Die Fassade wird durch die additiv gereihten Giebelfenster und Balkonädikulen gegliedert. In der rustizierten Sockelzone befindet sich ein ionisches Säulenportal.
Bemerkenswert ist das Innere des Gebäudes. Die Einfahrt mit korinthischem Stuckmarmorpilaster, Ädikulanischen und Rosettentonne führt zu einem verbreiterten Vestibül. Dieses besitzt rote Marmorsäulen, eine Konsolendecke, Holzstöckelpflaster und säulchenbesetzte Holztüren. Das Hauptstiegenhaus ist mit einer Stuckdecke und Schmiedeeisengeländer ausgestattet. Ein separater pilastergegliederter Aufgang führt zu einer Mezzaninwohnung mit einem bemerkenswerten Erkerzimmer, das eine Stuckdecke und stuckierte Wandfelder zieren. In diesem Gebäude richtete der Architekt Adolf Loos 1904 eine Wohnung für den Amateurfotografen Alfred Sobotka inklusive eigener Dunkelkammer ein. Das originale Interieur der Wohnung ist nicht erhalten.

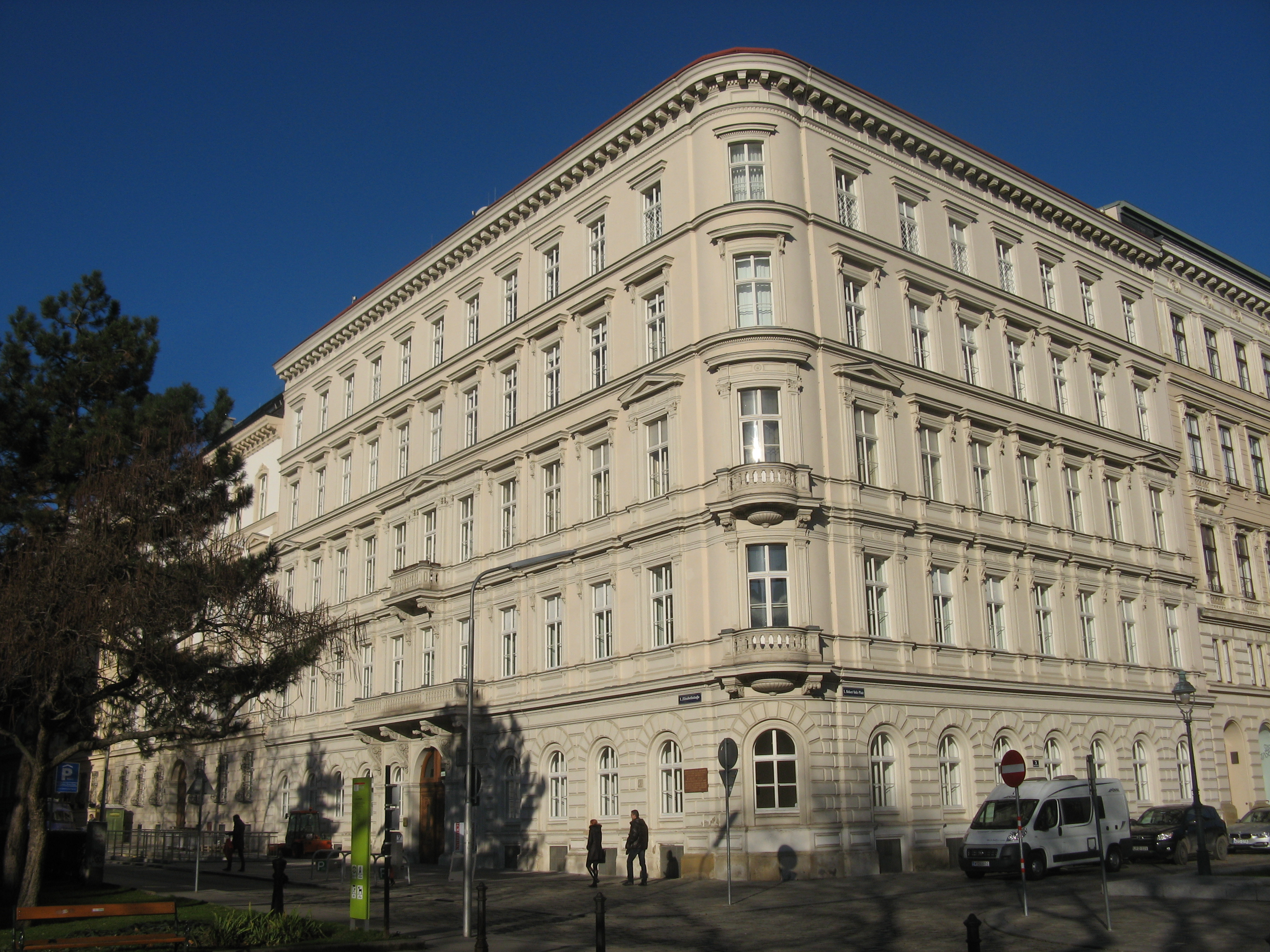
Elisabethstraße 16 (1865)

### Nr. 16: Miethaus Ludwig Ladenburg
Das Haus an der Ecke Robert-Stolz-Platz 3 (bis 1978 Goethegasse 2) und Elisabethstraße wurde 1865 im historistischen Stil von Carl Schumann errichtet. Von 1935 bis 1975 wohnte hier der Komponist Robert Stolz, an den eine Gedenktafel aus dem Jahr 1979 von Rudolf Schwaiger erinnert.
Die Fassade mit rustizierter Sockelzone wird durch seine abgerundete Ecke mit Rundbalkonen akzentuiert. Über dem Portal befindet sich ein großer Balkon. Die Einfahrt ist pilaster- und arkadengegliedert und besitzt eine Decke mit Akroterdekor und einer Laterne. Im Innenhof befinden sich Pawlatschen.

### Nr. 17: Ehemaliges Landwehrministerium
Das Gebäude zwischen Elisabethstraße, Babenbergerstraße 5 (Hauptadresse) und Nibelungengasse wurde als Wohnhaus der k.k. privaten österreichischen Staats-Eisenbahn-Gesellschaft 1864 / 1865 von Carl Schumann erbaut. 1867 bis 1918 befand sich darin das Landwehrministerium für die cisleithanische Reichshälfte.

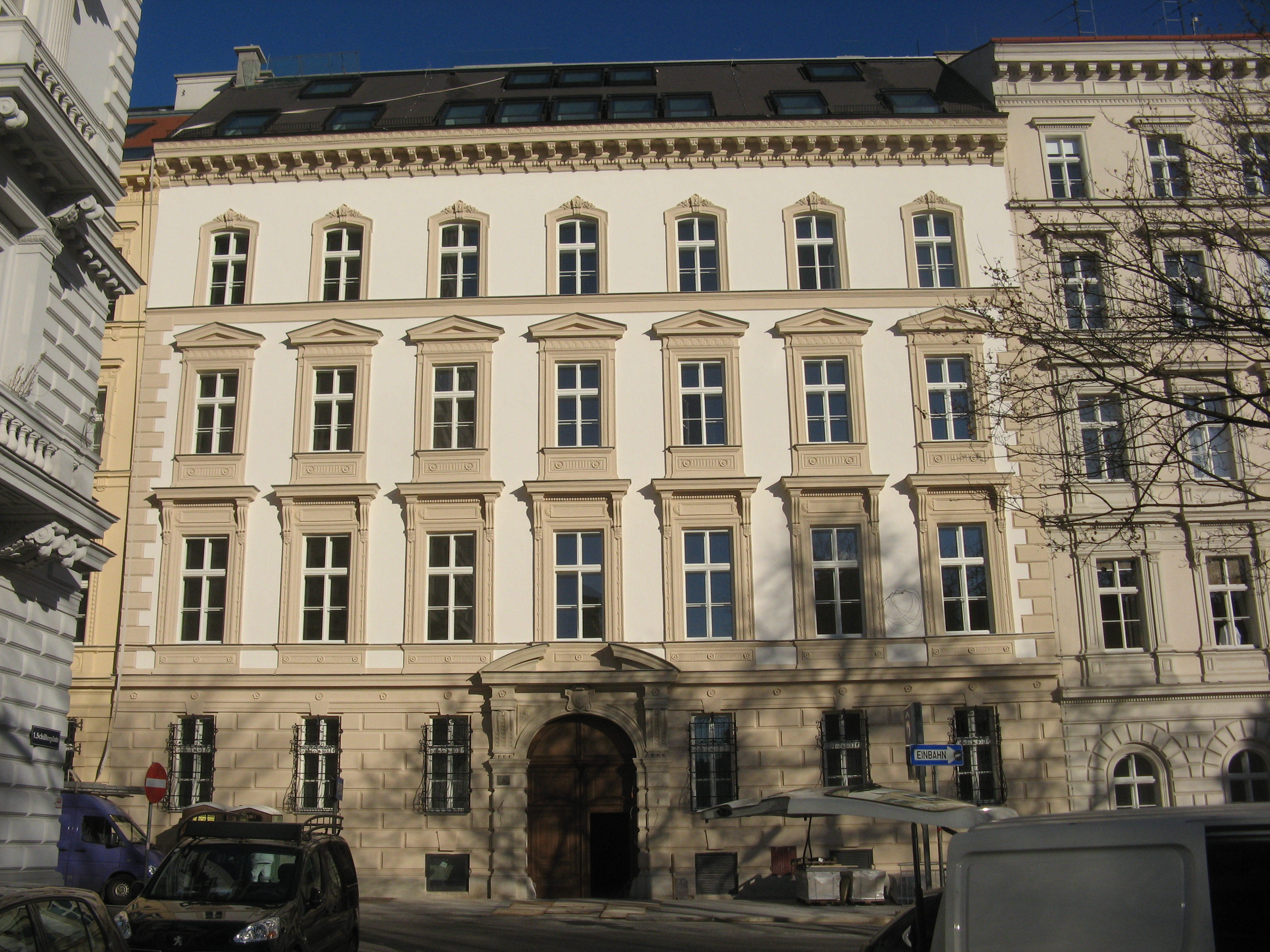
Elisabethstraße 18 (1862)

### Nr. 18: Palais Mayr
Das ehemalige Palais Johann Mayr, das zeitweilig von Katharina Schratt bewohnt wurde, entstand 1862 nach Plänen von Johann Romano und August Schwendenwein. Es ist ein frühes Beispiel der Neorenaissance. Inmitten der rustizierten Sockelzone befindet sich das gebänderte Lisenenportal mit seinem gesprengten Segmentgiebel. An den Seiten der Fassade bis zum zweiten Obergeschoß sieht man eine Ortsteinquaderung. Die Ädikulafenster sind additiv gereiht, wobei die Mittelachse etwas verbreitert ist. Die Einfahrt ist mit Pilastern, Ädikulen und Kreuzrippengewölbe ausgestattet. In zwei Salons sind Stuckdecken erhalten.
Das Palais kam 1919 in den Besitz des jüdischen Fabrikanten Ferdinand Bloch-Bauer, wurde 1938 „arisiert“ und von der Deutschen Reichsbahn genutzt. Wie das benachbarte Haus Nr. 20 war es nach 1945 bis 2005 Sitz der Baudirektion der Österreichischen Bundesbahnen. Seither war das Gebäude Gegenstand eines Restitutionsverfahrens. 2006 wurde das Palais an die Erben von Maria Altmann restituiert.  Es steht unter Denkmalschutz.

### Nr. 20: Wohnhaus
Das Gebäude entstand 1862 gleichzeitig wie das Haus Nr. 18 nach Plänen von Johann Romano und August Schwendenwein. Wie dieses ist es ein bedeutendes frühes Beispiel für die Wiener Neorenaissance. Die rustizierte Sockelzone weist ein gebändertes Lisenenportal auf; die Fenster sind mit Schmiedeeisengittern verkleidet. Oberhalb des Portals befindet sich ein Balkon und ein Fenster mit profiliertem Segmentgiebel. Die Fenster der Fassade mit teilweise geohrten Rahmungen sind additiv gereiht. Im Inneren befindet sich ein Salon mit Holzstuckkassettendecke. Das Gebäude steht unter Denkmalschutz.

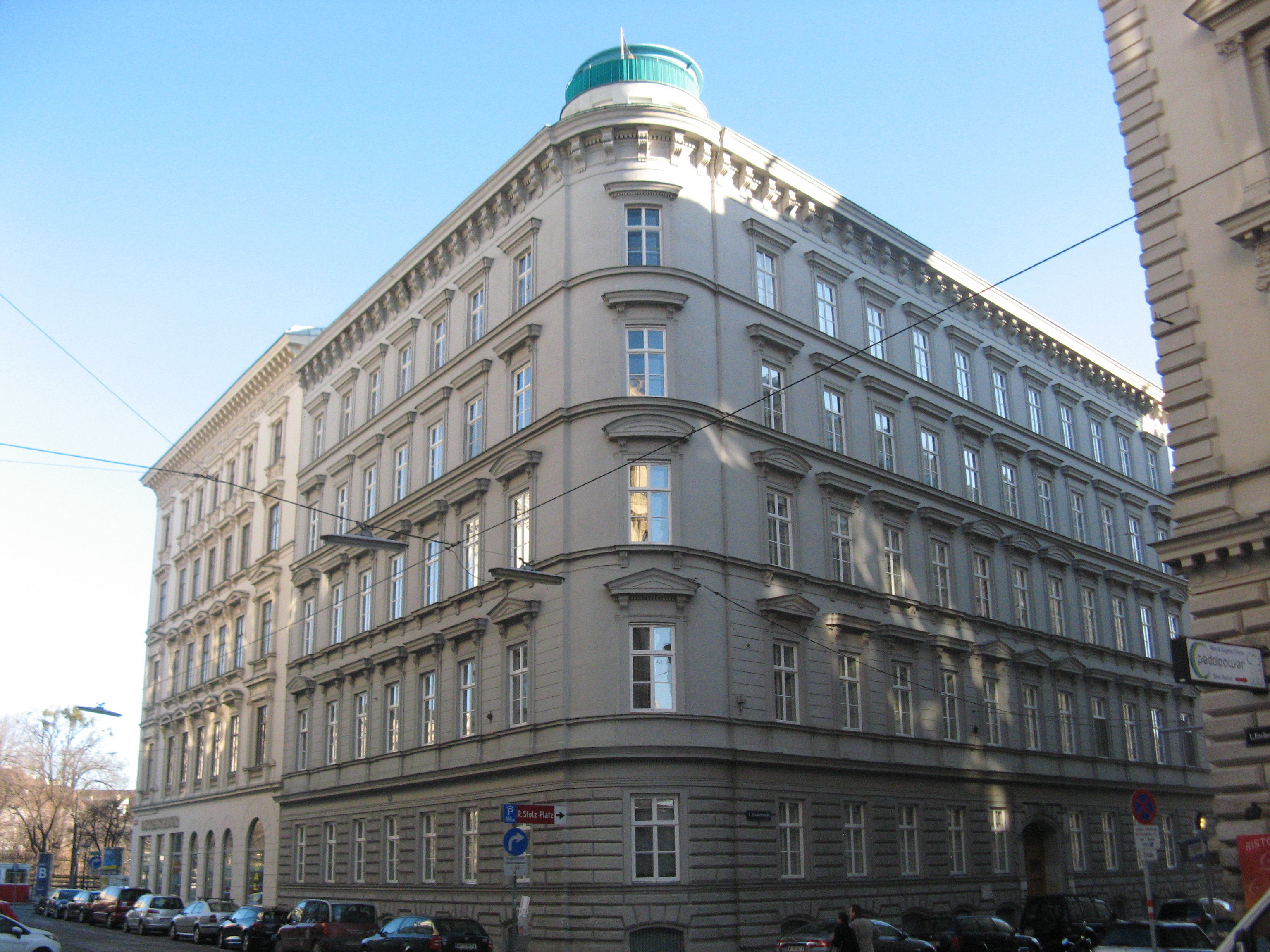
Palais Landau (1869–1870)

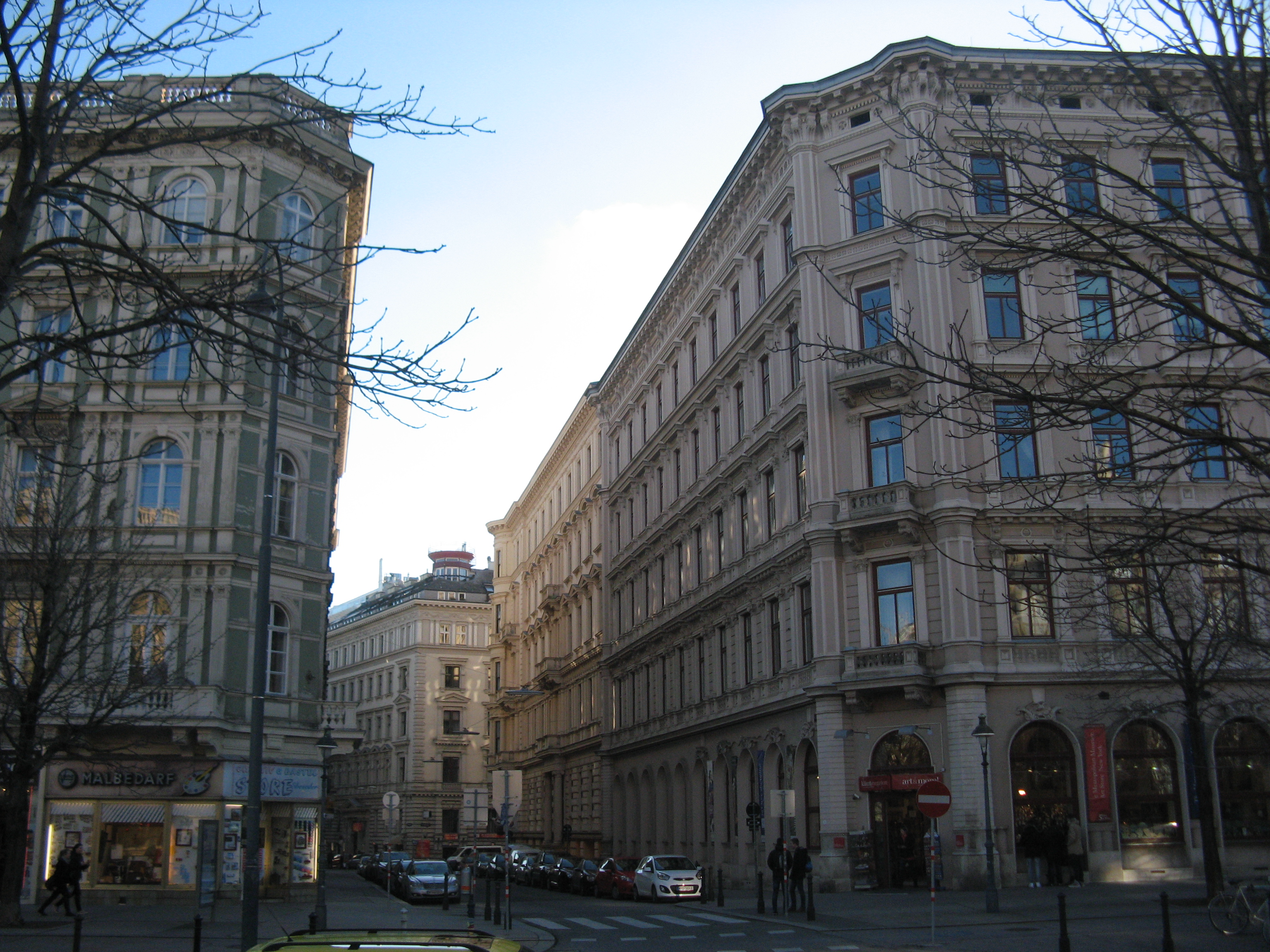
Einmündung der Elisabethstraße bei der Babenbergerstraße

### Nr. 22: Palais Landau
→ siehe Hauptartikel Palais Landau (Elisabethstraße)
Das Palais Landau an der Ecke Elisabethstraße und Eschenbachgasse 3 entstand 1869 / 1870 nach Plänen von Carl Schumann. Es handelt sich um ein Bauwerk im Stil der Wiener Neorenaissance. Es ist durch eine rustizierte Sockelzone, additiv gereihte Fenster und seine abgerundete Ecke gekennzeichnet. Im Gebäude wohnte von 1918 bis 1932 Alma Mahler-Werfel und ihr späterer Ehemann, der Schriftsteller Franz Werfel, an den eine Gedenktafel erinnert. In unmittelbarer Nähe, auf dem Schillerplatz, wurde ihm im Jahr 2000 ein Denkmal errichtet.

### Nr. 24, 26: Haus Königswarter
Der ganze Häuserblock zwischen Burgring, Babenbergerstraße 1–3 (Hauptadresse), Elisabethstraße und Eschenbachgasse wurde 1862 / 1863, ebenso wie das gleichzeitig errichtete Palais Königswarter am Kärntner Ring, von Johann Romano und August Schwendenwein für den Bankier Jonas von Königswarter errichtet. Er ist im frühhistoristischen Stil gestaltet und steht unter Denkmalschutz.